# Denyse Plummer
Denyse Plummer (8 tháng 11 năm 1953 – 27 tháng 8 năm 2023) là một ca sĩ dòng nhạc calypso đến từ Trinidad & Tobago. Là cô con gái mắt xanh, sinh năm 1953, có cha là người Ireland da trắng và mẹ da đen, ban đầu bà phải đối mặt với định kiến quan trọng trong thể loại truyền thống được coi là Afro-Caribbean, nhưng cuối cùng được công nhận là một nghệ sĩ biểu diễn hàng đầu.
Trước khi bước vào thế giới calypso, Plummer nổi tiếng là một ca sĩ nhạc pop hoạt động tại các quán bar và khách sạn thân mật trên khắp Trinidad và Tobago.
Plummer ra mắt vào năm 1986 tại Skinner Park, nơi bà tìm thấy mình khi chinh phục một vài khán giả không thích hợp  người không cổ vũ bà  Plummer được gia nhập nhóm nhạc Phase II Pan Groove của Len "Boogsie" Sharpe năm 1986 để tham gia cuộc thi Panorama của ban nhạc. Đó là lúc Plummer bắt đầu tạo dựng tên tuổi cho mình như một người calypsonia. Năm 1988, với một giai điệu khác của Len "Boogieie" Sharpe pan, "Woman Is Boss", bà đã đến trận chung kết Quốc gia Calypso và cũng giành được vương miện Nữ hoàng Calypso. Kể từ đó, bà đã giành được vương miện Nữ hoàng Calypso tổng cộng sáu lần và đã giành được vương miện hạng 2 ba lần.
Denyse Plummer là nữ ca sĩ calypsonia thứ 5 từng giành chiến thắng trong cuộc thi "Vua trẻ" và đã lọt vào trận chung kết Calypso Monarch năm 1983,1988, 1992, 1994 và lần đầu tiên giành chiến thắng năm 2001.  
Năm 2002 và 2003 bà đã phát hành "Fire" và "Tempo" tương ứng. Năm 2001, bà giành được danh hiệu Calypso Monarch với các bài hát "Heroes" và "Nah leaving" Hiện tại Denyse đã gác lại tài năng của mình trong thế giới calypso và chuyển sang thể loại phúc âm.